# Мартинюк Леонтій Святославович
Лео́нтій Святосла́вович Мартиню́к (* 22 липня 1971) — український політик та політтехнолог. Народний депутат України 7-го скликання. Заступник голови ВО «Свобода» з питань зв'язків із громадськістю.

## Біографія
Народився у волинській родині. Дід Леонтій Мартинюк — чотар УПА. Дід по мамі загинув у російській тюрмі.
Виріс у Львові, займався біатлоном. Гітарист рок-гурту «Дивні». Працював менеджером з реклами ТОВ «Сфера сім», розвиваючи навички політичної пропаганди.
2010-2012 — депутат Львівської обласної ради від ВО «Свобода».
На парламентських виборах 2012 року обраний народним депутатом України від ВО «Свобода» (№ 11 у списку), призначений заступником голови Комітету Верховної Ради України з питань культури і духовності. Серед помічників — відомий блогер Олександр Аронець.